# عمر عبد الرحمن
عمر عبد الرحمن (3 مايو 1938 - 18 فبراير 2017)، عالم أزهري مصري. وهو الزعيم الروحي للجماعة الإسلامية لُقب بالـ الشيخ الضرير و بالشيخ الكفيف. له مجموعة من المؤلفات. كان معارضاً سياسياً لنظام الحكم في مصر، اُعتقل في الولايات المتحدة وقضي فيها عقوبة السجن المؤبد بتهمة التآمر، في قضية تفجيرات نيويورك سنة 1993، التهم التي نفاها عمر عبد الرحمن، توفي بتاريخ 18 فبراير 2017 في سجون الولايات المتحدة الأمريكية.

## النشأة والدراسة
ولد بمدينة الجمالية بالدقهلية عام 1938 في دلتا النيل، فقد البصر بعد عشرة أشهر من ولادته، حصل على الثانوية الأزهرية عام 1960، ثم التحق بكلية أصول الدين بالقاهرة ودرس فيها حتى تخرج منها في 1965 بتقدير امتياز مع مرتبة الشرف وتم تعيينه في وزارة الأوقاف إماماً لمسجد في إحدى قرى الفيوم، ثم حصل على شهادة الماجستير وعمل معيداً بالكلية مع استمراره بالخطابة متطوعاً. أوقف عن العمل في الكلية عام 1969، وفي أواخر تلك السنة رفعت عنه عقوبة الاستيداع، لكن تم نقله من الجامعة من معيد بها إلى إدارة الأزهر بدون عمل، واستمرت المضايقات على هذا الحال، حتى تم اعتقاله في 13 أكتوبر 1970 بعد وفاة جمال عبد الناصر.
بعد الإفراج عنه، تمكن من الحصول على الـ «دكتوراه»، وكان موضوعها؛ «موقف القرآن من خصومه كما تصوره سورة التوبة»، وحصل على «رسالة العالمية» بتقدير امتياز مع مرتبة الشرف، إلا أن تم مُنعه من التعيين. استمر المنع حتى صيف 1973 حيث استدعته الجامعة وأخبرته عن وجود وظائف شاغرة بكلية البنات وأصول الدين، واختار أسيوط، ومكث بالكلية أربع سنوات حتى 1977، ثم أعير إلى كلية البنات بالرياض حتى سنة 1980، ثم عاد إلى مصر.
سافر عام 1990 لأداء العمرة بالسعودية، ومن هناك توجه لعدة دول منها باكستان، والسودان، حيث تمكن من الحصول على تأشيرة الدخول للولايات المتحدة من السفارة في الخرطوم.

## الحياة السياسية
تميزت حياة الشيخ عبد الرحمن بمسيرة حافلة بالمضايقات والاعتقالات في بلاده مصر وفي الولايات المتحدة الأميركية التي هاجر إليها لاحقا. عارض الشيخ عبد الرحمن نظامي الرئيس عبد الناصر والسادات، مما جعله عرضة لمضايقات قوات الأمن المصرية وقتذاك. وبسبب آرائه السياسية المعارضة للنظام الناصري أوقف عن العمل، قبل أن يتم اعتقاله بعد مضايقات أمنية؛ بسبب تنديده في إحدى خطب الجمعة بحكم عبد الناصر، إذ تم اعتقاله ثمانية أشهر حتى أُفرج عنه في صيف 1971. وعقب خروجه من السجن، دعا إلى وجوب إسقاط نظام الرئيس المصري الأسبق أنور السادات لاعتبارات تتعلق بعدم تطبيق الشريعة الإسلامية.
وبحلول السنوات الأولى من الثمانينيات طورت الجماعة – التي كان الشيخ الضرير زعيما روحيا لها-معارضتها للنظام، وتحالفت مع تنظيم الجهاد للإطاحة به في فترة بلغ فيها الاحتقان السياسي في مصر ذروته بإصدار أنور السادات في الخامس من سبتمبر/أيلول 1981 أوامر باعتقال 1536 شخصية من جميع ألوان الطيف السياسي المعارض، من بينهم مئات الإسلاميين. وعارضت الجماعة استضافة الرئيس المصري الراحل أنور السادات شاه إيران، ورفضت زيارة السادات الشهيرة للقدس المحتلة وتوقيعه اتفاقية كامب ديفد مع إسرائيل، وتوافقت في هذا الموقف مع جماعة الإخوان المسلمين والقوى اليسارية.
في سبتمبر 1981 تم اعتقاله ضمن قرارات التحفظ، فتمكن من الهرب، حتى تم القبض عليه في أكتوبر 1981 وتمت محاكمته في قضية اغتيال السادات أمام المحكمة العسكرية ومحكمة أمن الدولة العليا، وحصل على البراءة في القضيتين وخرج من المعتقل في 2 أكتوبر 1984. وقال ضمن بياناته أمام المحكمة «إنني مطالب أمام ديني وأمام ضميري بأن أدفع الظلم والجبروت، وأرد الشبهة والضلالات، وأكشف الزيغ والانحراف، وأفضح الظالمين على أعين الناس، وإن كلفني ذلك حياتي وما أملك. أنا لا يرهبني السجن ولا الإعدام، ولا أفرح بالعفو أو البراءة، ولا أحزن حيث يحكم علي بالقتل، فهي شهادة في سبيل الله، وعندئذ أقول: فزت ورب الكعبة، وعندئذ أقول أيضًا: ولست أبالي حين أقتل مسلما على أي جنب كان في الله مصرعي».
ورغم البراءة، فقد ظل عبد الرحمن محبوساً، حيث تم تقديمه مرة أخرى لمحكمة أمن الدولة العليا بتهمة «قيادة تنظيم الجهاد وتولّي مهمة الإفتاء بالتنظيم»، غير أنه حصل على البراءة أيضا في هذه القضية، التي استمرت ثلاث سنوات.
وبعد خروجه من السجن عام 1984، عاد مرة أخرى إلى الدعوة تحت مظلة تنظيم الجهاد، وسط مساومات من جانب الأجهزة الأمنية لتحجيم حركته، حتى فرض عليه الأمن الإقامة الجبرية بمنزله مدة عامين.

## الاعتقال في أمريكا
سافر إلى الولايات المتحدة ليقيم في ولاية نيوجرسي، واُعتقل هناك بتهمة التورط في تفجيرات نيويورك عام 1993، وحُكم عليه بالسجن المؤبد، وأعلن تاييده لمبادرة وقف العنف التي أعلنتها الجماعة بمصر عام 1997، بينما يؤكد أيمن الظواهري زعيم تنظيم القاعدة أن الشيخ عمر عبد الرحمن أرسل من محبسه رسالة شديدة اللهجة إلى قيادات الجماعة الإسلامية وقتها، كرم زهدي، وناجح إبراهيم يعنفهم فيها على صياغتهم لمبادرة وقف العنف التي أبرمت بين قيادات الجماعة الإسلامية والنظام المصري، ويعلن بشكل قاطع رفضه لهذه الخطوات، ويؤيد ما سعى إليه رفاعي طه من رفض مبادرة وقف العنف ويعتبرها تراجعات فكرية وليست مراجعات.

### مهام استخباراتية
بوقوع تفجيرمبنى التجارة العالمي بنيويورك، مخلفًا وراءه 6 وفيات وأكثر من ألف مصاب، وذلك بفعل سيارة مفخخة كانت أمام البناية حينها، لتتجه أصابع الشك نحو القيادات الإسلامية المتواجدة في مختلف الولايات حينها، وعلى رأسهم الدكتور عمر عبد الرحمن. ظلت السلطات الأمريكية عاجزة عن الإيقاع بأي متهم لفترة، إلى أن وجدوا ضالتهم في المصري باسم يوسف، وهو المنضم لجهاز الـ«مكتب التحقيقات الفيدرالي» منذ عام 1988، ووقع اختيارهم عليه بسبب إجادته التحدث باللغة العربية، بحسب ما نشر في صحيفة الشرق الأوسط.
نجح «باسم» في تجنيد الضابط المصري عماد سالم للعمل لصالح الـ«FBI»، وزرعه ضمن الجماعات الإسلامية وأتباع الدكتور عمر عبد الرحمن، ليصبح لمكتب الاستخبارات الفيدرالية عين تكشف بها العالم السفلي للجماعات الإسلامية. واستطاع «عماد» الاندماج وسط أتباع عمر عبد الرحمن، وأصبح من رواد مسجد أبو بكر الصديق في «بروكلين» حسب ما دونه الكاتب السعودي جمال خاشقجي بصحيفة «الوسط»، واستغل «عماد» علاقته القوية بكل من عمر عبد الرحمن وإبراهيم الجبروني للإيقاع بهما، بعد أن تسبب للأخير في اتهام السلطات الأمريكية له بتهريب المسجون سيد نصير والتخطيط لتفجيرات نيويورك، بعد أن كانت تهمته الأساسية هي «تعطيل سير العدالة» فقط.

وروى «الجبروني» حسبما دوّن «خاشقجي»: «اتصل بي عماد بحجة أنه يريد أن يساعد في الدفاع عن سيد نصير، وكنت في ذلك الوقت متفرغًا تمامًا للجنة الدفاع عن السيد، وبالتالي كنت أرحب بكل من يمد لي يد المساعدة. والحق أن عماد كان متحمسًا معنا ولم أدرك أنه كان يخدعنا». وبعد نجاح حيلة «عماد» في الإيقاع بـ«الجبروني» تحمس لإكمال مهامه الاستخباراتية مع الدكتور عمر عبد الرحمن، وبالفعل استغل المعاملة الطيبة من جانب الشيخ الكفيف وراحته في الحديث معه، ليوجه له أسئلة تتعلق بالولايات المتحدة الأمريكية في أحد الجلسات. حينها كانت إجابات الدكتور عمر عبد الرحمن تتمتع بصراحة كبيرة كونه يتحدث بأريحية مع أحد أعضاء الجالية الإسلامية في نيويورك، لكن كانت المفاجأة في أن «عماد» يسجل كل كلمة يتفوه بها الشيخ الكفيف، لتصبح هذ الشهادة في قبضة مكتب التحقيقات الفيدرالي. بهذا الشكل تمكن الضابط المصري، المتعاون مع مكتب التحقيقات الفيدرالي في الإيقاع بالدكتور عمر عبد الرحمن، وبالفعل تمت محاكمة الأخير، حتى صدر القرار بسجنه مدى الحياة في يناير 1996. بعد هذا الصراع الاستخباراتي الطويل كرم مكتب التحقيقات الفيدرالي ضابطها المصري الأمريكي باسم يوسف، وحصل على وسام «الخدمة المتميزة» حسب المنشور بصحيفة «الشرق الأوسط»، وهو الأعلى درجة من الأوسمة التي يمنحها الجهاز، بعد نجاحه في زرع الجاسوس عماد سالم الذي أوقع القيادات الإسلامية المتورطة في تفجير نيويورك.

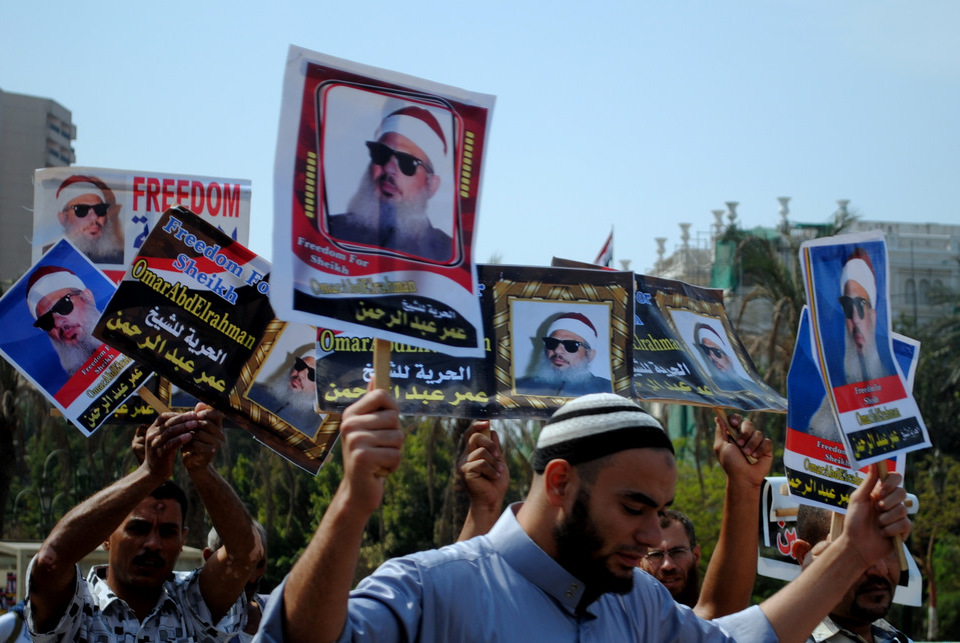
متظاهرون بميدان التحرير في 30 سبتمبر 2011 يرفعون لافتات تطالب بالإفراج عن عمر عبد الرحمن.

 كونه ضرير وعمره يتجاوز السبعين عاماً، ومصاب بعدة أمراض، من بينها سرطان البنكرياس والسكري، والروماتيزم والصداع المزمن، وأمراض القلب والضغط وعدم القدرة على الحركة إلا على كرسي متحرك، وفي حبس انفرادي بلا مرافق، مقطوعة اتصالاته الخارجية، جعل المجتمع المدني يتدخل للوقوف معه، وكانت من بينهم المحامية الناشطة الحقوقية إلين ستيورات التي كانت تدافع عنه، والتي تم سجنها بتهمة مساعدته وتوصيل رسائله إلي أسرته وتلاميذه. محاميه في مصر هو منتصر الزيات ويدافع عنه في الولايات المتحدة رمزي كلارك. يسمح له بمكالمة هاتفية كل 15 يوم تتيحها له إدارة السجون الأمريكية للشيخ منذ اعتقاله.
في 29 يونيو 2012 تعهد الرئيس المصري السابق محمد مرسي في أول خطاب له في ميدان التحرير أمام المتظاهرين ببذل جهده والعمل على تحرير عمر عبد الرحمن. وقام عمر عبد الرحمن بتهنئته من داخل سجنه، الشعب المصري على فوز محمد مرسي بانتخابات الرئاسة.

## الوفاة
توفي في الثامن عشر من فبراير في عام 2017 عن عمر 78 عام في سجنه  بوتنر بولاية كارولينا الشمالية «لأسباب طبيعية بعد صراع طويل مع مرض السكري وشرايين القلب التاجية»، وجاءت وفاته بعد يوم من تواصل المخابرات الأميركية مع أسرته لاستكمال عقوبة السجن مدى الحياة في مصر نظرا لتدهور صحته. ونقل جثمان الشيخ إلى مسقط رأسه بالجمالية في محافظة الدقهلية.
قال الداعية الإسلامي يوسف القرضاوي، في تغريدة عبر حسابه على موقع تويتر: «رحم الله د. عمر عبد الرحمن وغفر له. لقي ربه صابرا محتسبا. اختلفنا مع بعض أفكاره، ورحبنا بمراجعات الجماعة الإسلامية التي تمت بمباركة منه». لكن أظهر عدد من أنصار عبد الفتاح السيسي، وإعلامييه شماتة واضحة في وفاته، حيث انتقد الإعلامي أحمد موسى بحث وزارة الخارجية المصرية في إجراءات نقل جثمان الشيخ، قائلا: «عار عليكم».

## أُسرته
متزوج من المدرسة عائشة حسن وله منها ثمانية أولاد وبنتان ومتزوج أيضاً من المهندسة فاتن شعيب وله منها ولد وبنتان، أرسل اثنين من أولاده إلى أفغانستان؛ أحدهما قُتل عام 2011 في غارة أميركية.

## من أعماله
له مجموعة من المصنفات التي أثرت المكتبة الإسلامية ومنها
- موقف القرآن من خصومه كما تصوره سورة التوبة. (وهي رسالة الدكتوراه)
- كلمة حق
- تفسير سورة النجم

له مجموعة من المقالات
- قولوا للظالم لا
- الشريعة الإسلامية شريعة كاملة
- وصية إلى أمة الإسلام
- نظرات في سورة غافر

له مجموعة من التسجيلات الصوتية منها
- القرآن الكريم كاملا
- صحيح البخاري
- تفسير سورة غافر
- الدعوة والعقيدة في سورة الكهف
- الدين الإسلامي دين شامل
- مجموعة من المحاضرات الدعوية في أوروبا وأمريكا (اللقاء مع الإذاعة العربية)